# العلاقات الأرجنتينية الأوروغويانية
العلاقات الخارجية بين جمهورية الأرجنتين وجمهورية أوروغواي ، (بالإنجليزية: Argentina–Uruguay relations)‏، تعود إلى أكثر من قرن. حيث كان كلا البلدين جزءًا من الإمبراطورية الإسبانية حتى أوائل القرن التاسع عشر.
في البداية، كانت كل من الدولتين الحديثتين الأرجنتين وأوروغواي جزءًا من قطاع الإمبراطورية الإسبانية على خليج ريو دي لا بلاتا. كانت بوينس آيرس بحلول ذلك الوقت العاصمة، وكانت باندا أورينتال مقاطعة تابعة لها. خلال هذه الفترة، واجهت كل من بوينس آيرس (عاصمة الأرجنتين الحالية) ومونتيفيديو (عاصمة أوروغواي الحالية) غزوتين بريطانيتين لريو دي لا بلاتا. في الغزو الأول، نجح البريطانيون في غزو بوينس آيرس، وهزمهم لاحقًا جيش مونتيفيديو بقيادة سانتياغو دي لينيرز. غزا البريطانيون مونتيفيديو للمرة الثانية، لكنهم فشلوا في غزو بوينس آيرس، وطالبت بوينس آيرس بتحرير مونتيفيديو وفيما بعد حصل خلاف حول هوية الملك الشرعي لاسبانيا وتطور إلى استقلال كل من الأوروغواي والأرجنتين بشكل مستقل عن بعضهما البعض.
منذ نهاية القرن التاسع عشر، تقاسمت الدولتان تراثًا أوروبيًا مشابهًا. كما تتقاسمان علاقات اقتصادية وثقافية وسياسية وثيقة للغاية مع بعضهما البعض. علاوة على ذلك، منذ حوالي عام 1960، كانت هناك هجرة أوروغوايانية كبيرة إلى الأرجنتين، واليوم، يوجد حوالي 120.000 شخص ولدوا في أوروغواي ويعيشون في الأرجنتين.